# Reneé Schmidt

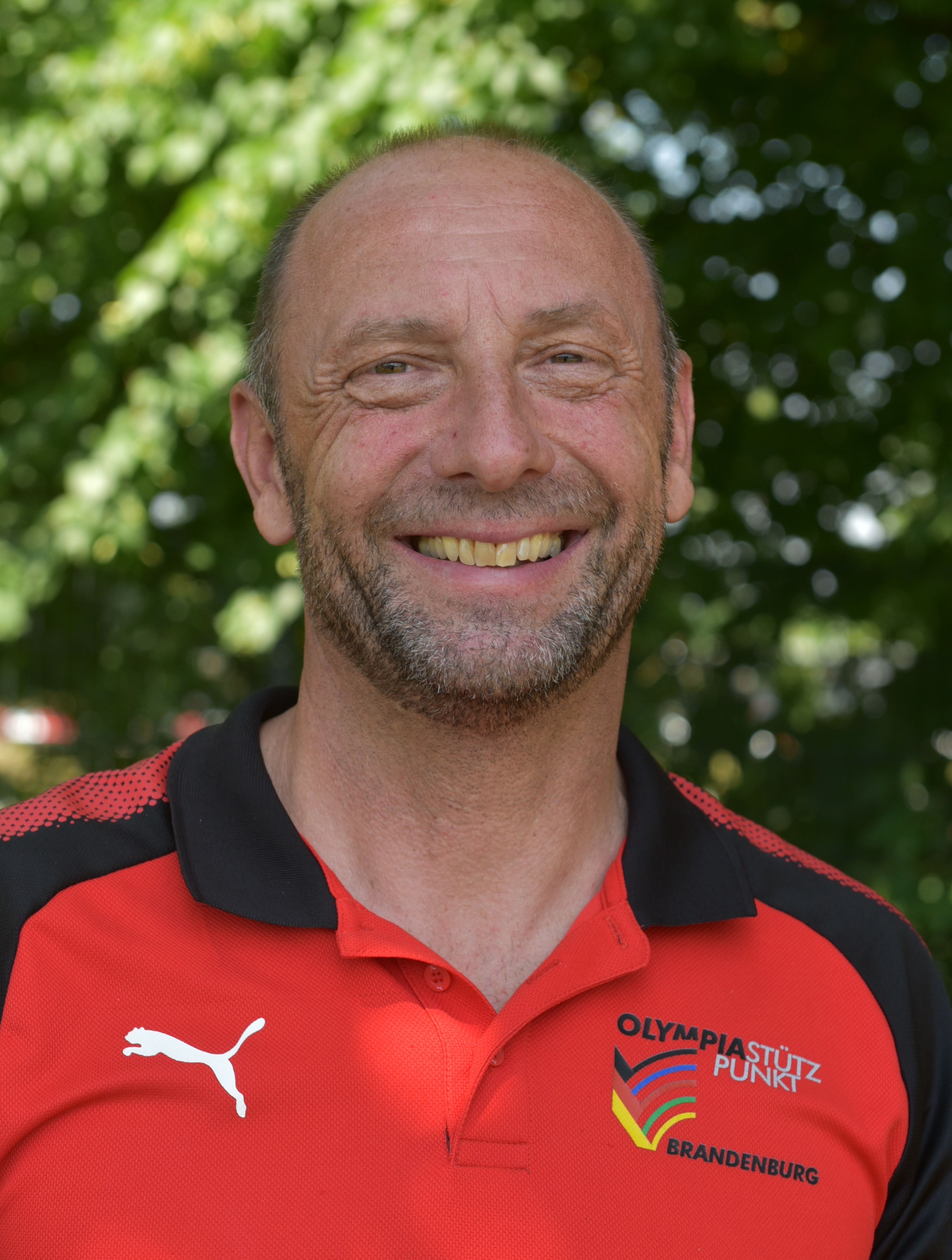
Reneé Schmidt (2022)

Reneé Schmidt (* 8. September 1967 in Salzwedel) ist ein deutscher Radsporttrainer.
Mitte der 1980er Jahre beendete Reneé Schmidt seine eigene Laufbahn als Straßenrennfahrer. Nach seinem Wehrdienst in der Nationalen Volksarmee machte er eine Ausbildung beim Reichsbahnausbesserungswerk in Cottbus.
Nach der Wende arbeitete Schmidt als Fahrradmechaniker. Als solcher war er in der Werkstatt des RSC Cottbus tätig, später betreute er das Material beim Team Agro-Adler Brandenburg und war dort Sportlicher Leiter. 1996 übernahm er seine erste Gruppe als Trainer, zu der unter anderem Maximilian Levy, der unter seiner Ägide fünf Junioren-Weltmeistertitel errang, und die Keirin-Weltmeisterin Christin Muche gehörten. 2007 wechselte er als Trainer an das World Cycling Centre in der Schweiz und trainierte ab 2010 die Nationalmannschaft der Vereinigten Emirate.
Seit 2012 arbeitet Reneé Schmidt als Trainer am Olympiastützpunkt Brandenburg in Cottbus und betreut seit 2015 die Paracycler des Brandenburgischen Präventions- und Rehabilitationssportvereins (BPRSV). Unter den Sportlern, mit denen er zusammenarbeitet, befinden sich Jana Majunke, die bei den Sommer-Paralympics in Rio de Janeiro Bronze errang, sowie die zweifache Weltmeisterin Kerstin Brachtendorf. Im Jahr 2019 errangen die Schützlinge von Schmidt, darunter Maike Hausberger und Maximilian Jäger, Angelika Dreock-Käser und Pierre Senska, insgesamt zehn Medaillen bei Weltmeisterschaften.

## Ehrungen
2017 wurde Reneé Schmidt als Trainer des Jahres von Brandenburg und von der Deutschen Olympischen Gesellschaft mit der Leistungsplakette ausgezeichnet.